# Большой Дзёр
Большой Дзёр, Большой Джьер — река в России, протекает по Сосногорскому району Республики Коми. Устье реки находится в 35 км от устья реки Нибель по левому берегу. Длина реки составляет 29 км.
Река вытекает из озёра Дзёр, лежащего посреди обширного болота Дзёрнюр. Река течёт в верхнем течении на юг, в нижнем — на юго-восток. Русло сильно извилистое, в низовьях образует старицы. Всё течение проходит по ненаселённому заболоченному таёжному лесу. Впадает в Нибель в 20 км к западу от посёлка Мирный.

## Данные водного реестра
По данным государственного водного реестра России относится к Двинско-Печорскому бассейновому округу, водохозяйственный участок реки — Печора от истока до водомерного поста у посёлка Шердино, речной подбассейн реки — Бассейны притоков Печоры до впадения Усы. Речной бассейн реки — Печора.
Код объекта в государственном водном реестре — 03050100112103000060689.